# Georgina Kessel Martínez
Georgina Yamilet Kessel Martínez fut la Secrétaire de l'Énergie du Mexique entre 1er décembre 2006 et 7 janvier 2011.